# Współczynnik beta
Beta (ang. beta, risk factor) – współczynnik statystyczny, ustalający stopień korelacji pomiędzy zwrotem z inwestycji w akcje danej spółki, a hipotetycznej inwestycji w indeks rynku lub z określonego pakietu akcji różnych spółek.

## Definicja matematyczna
Współczynnik beta obliczany jest zwykle zgodnie ze wzorem:
{\displaystyle \beta _{a}={\frac {{\mathsf {Cov}}(r_{a},r_{p})}{{\mathsf {Var}}(r_{p})}},}
gdzie:
- {\displaystyle r_{a}} to zwrot z danej inwestycji,
- {\displaystyle r_{p}} zwrot z całego pakietu akcji (lub inwestycji w indeks, czyli pakiet wszystkich akcji dostępnych na rynku),
- {\displaystyle {\mathsf {Cov}}(r_{a},r_{p})} to kowariancja obu zwrotów.

Współczynnik ten oblicza się dla wybranego okresu lub określonej liczby notowań dziennych, tygodniowych lub miesięcznych akcji. Na świecie na ogół podaje się betę obliczaną z 60 ostatnich notowań na koniec miesiąca.

## Znaczenie
Indeks ten informuje, w którą stronę skorelowane są ruchy kursu akcji wybranej spółki z ruchami całej giełdy lub wybranego pakietu akcji. Na Warszawskiej Giełdzie Papierów Wartościowych współczynnik beta podawany jest zwykle w stosunku do indeksu WIG. Na przykład beta spółki równa 2 oznacza, że przy ruchu WIG-u o 2%, kurs akcji danej spółki statystycznie zmieniał się w tę samą stronę o 4%. Z kolei beta = -2 oznacza, że w tym samym czasie kurs akcji spadł o 4%.
Beta służy do ustalania współczynnika ryzyka m.in. do wyceny aktywów finansowych, a także kosztu kapitału własnego spółki. Jest to kontekst historyczny, który pozwala na ocenę już dokonanych inwestycji oraz analizę fundamentalną. Natomiast zastosowanie bety w kontekście przyszłym wiąże się z potraktowaniem jej jako współczynnik ryzyka do oceny budowanego portfela i wymaga założenia, że jakiekolwiek dane z przeszłości mogą być aproksymowane w przyszłość.
Wartości bety większe od 1 oznaczają akcje bardziej ryzykowne niż rynek (stąd powinny przynosić odpowiednio większy zwrot), zaś wartości mniejsze od 1 i większe od zera to akcje mniej ryzykowne niż rynek (i przez to mniej zyskowne). Beta mniejsza od zera jest prawie niespotykana na rynku akcji i wskazuje na papiery poruszające się wbrew rynkowi.